# South Fulton
South Fulton je město v okresu Fulton County ve státě Georgie ve Spojených státech amerických. Jedná se o osmé nejlidnatější město v Georgii a celkem 293. nejlidnatější město ve Spojených státech. Vzniklo v roce 2017 sloučením šestnácti komunit nacházejících se jižně od Atlanty, největšího města Georgie. Město má vůbec největší podíl afroamerického obyvatelstva ze všech měst USA, když se k roku 2020 jako Afroameričan označilo 90 % obyvatel města. 
K roku 2020 zde žilo 107 436 obyvatel. S celkovou rozlohou 223 km² byla hustota zalidnění 487 obyvatel na km². Město vzniklo v roce 2017 poté, co obyvatelé komunit nacházejících se v oblasti tehdy zamýšleného města v listopadu 2016 hlasovali v referendu s 59 % podílem hlasů pro vznik města. První volby starosty města se konaly v březnu 2017, byl jím zvolen Bill Edwards. V roce 2023 byl starosta města Khalid Kamau zatčen za trestné činy loupeže a narušení domovní svobody, přičemž téhož roku podali někteří obyvatelé města petici, kterou žádali zrušení města pro jeho nefunkčnost. V únoru 2024 byla uzavřena místní radnice kvůli zdraví nebezpečným plísním nacházejícím se v budově. 